# Batalla del comboi Tarigo
La batalla del Comboi Tarigo (de vegades anomenada Acció davant Sfax) va ser una batalla naval de la Segona Guerra Mundial, part de la batalla de la Mediterrània. Va ser combatut el 16 d'abril de 1941, entre quatre destructors britànics i tres italians que escortaven un comboi, prop de les illes Kerkennah davant de Sfax, a la costa tunisiana . La batalla va rebre el nom del vaixell insígnia italià, el destructor Luca Tarigo.
El control del mar entre Itàlia i Líbia va ser fortament disputat, ja que ambdues parts intentaven salvaguardar els seus propis combois mentre prohibien els del seu oponent. Els combois de l'Eix cap al nord d'Àfrica proveïen els exèrcits alemany i italià allà, i els atacs britànics es van basar a Malta, depenent ella mateixa dels combois.

## La batalla
A mitjans d'abril de 1941, un comboi de cinc vaixells de l'Eix va salpar des de Nàpols, en ruta cap a Trípoli. Constava de quatre vaixells de tropa alemanys (Adana, Arta, Egina i Iserlohn) i un vaixell de munició italià (Sabaudia). El comboi va ser escortat pel destructor de classe Navigatori, el Luca Tarigo (vaixell insígnia) i dos destructors de classe Folgore, el Baleno i el Lampo, tots sota ordres del comandant Pietro de Cristofaro. El comboi es va retardar pel mal temps, navegant al vespre del 13 d'abril.
Els britànics havien estat alertats de la navegació del comboi mitjançant missatges de ràdio interceptats. El 15 d'abril, un avió de reconeixement Maryland britànic va albirar i va fer ombra al comboi. Dos SM.79s italians als quals se'ls va ordenar proporcionar cobertura aèria no van arribar, a causa del mal temps continuat. Durant la nit del 15 al 16 d'abril, el comboi va ser interceptat per la 14a Flotilla de Destructors britànica (el HMS Jervis, líder de la flotilla, el HMS Janus, el HMS Nubian i el HMS Mohawk, comandat pel capità Philip Mack). Almenys tres d'aquests destructors estaven equipats amb radar. La trobada va tenir lloc mentre el comboi italià maniobrava al voltant de les aigües poc profundes que envoltaven les illes Kerkennah.

Esquema de la batalla

Mitjançant l'ús del radar, la força britànica va emboscar el comboi de l'Eix a les fosques. Quan el comboi va passar per davant d'una boia que marcava bancs de sorra, els britànics van obrir foc a 2.000 iardes (1.800 m) i es van tancar fins a 50 iardes (46 m). Tres dels transports de l'Eix van ser enfonsats, i els altres dos van encallar al banc de sorra i es van convertir en una pèrdua total. El Lampo va encallar, tot i que més tard va poder ser rescatat, mentre que el Baleno es va enfonsar en aigües poc profundes. Al comandant de la flotilla, el comandant de Cristofaro, a bord del Tarigo, li van disparar la cama i després va morir a causa de les ferides; va rebre pòstumament la Medalla d'Or al Valor Militar (la més alta condecoració militar italiana). Mentre es dirigia a port i s'enfonsà, el Tarigo, ara sota el comandament de l'únic oficial supervivent, el sotstinent de vaixell Ettore Bisagno, va llançar dos torpedes que van colpejar l'HMS Mohawk a popa i al mig del vaixell. El Mohawk va bolcar amb la popa tocant el fons marí; el Jervis va disparar els seus canons principals a la proa del Mohawk per enfonsar-lo completament en 12 metres (39 peus) d'aigua. El resultat de la batalla va marcar el final del transport relativament sense oposició de l'Eix a Líbia, del qual havien gaudit des del juny de 1940.

## Conseqüències

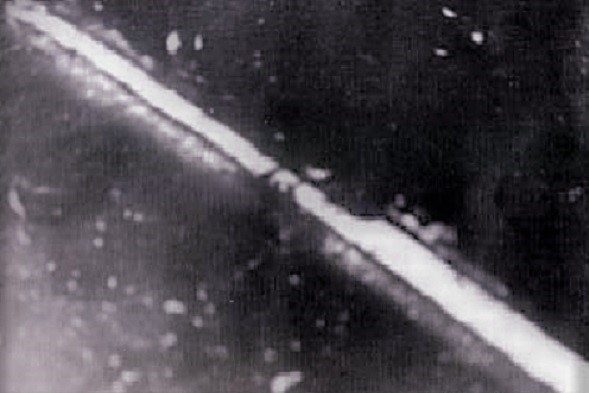
El derelicte de l'HMS Mohawk vist des d'un avió de reconeixement italià (1941)

El comandament marítim italià a Líbia va organitzar immediatament una operació de rescat que va implicar els destructors Malocello, da Noli, Vivaldi i Dardo, els vaixells torpediners Centauro, Clio, Partenope}, Perseo i Sirtori, el vaixell de rescat Orlando, el vaixell hospital Arno i els mercants Antonietta Lauro i Capacitas . Es van recuperar un total de 1.271 supervivents d'uns 3.000 homes a bord.
Les forces navals italianes també van trobar les restes de l'HMS Mohawk, instal·lades a babord en aigües poc profundes. Durant l'abril, maig i juny de 1941, bussejadors italians, disfressats de pescadors locals, van recuperar documents i altres materials del naufragi del Mohawk. El 1998, els investigadors van afirmar que els documents recuperats van ser essencials per al posterior atac italià reeixit a Alexandria.
El destructor Lampo va ser rescatat de les aigües poc profundes després d'un esforç de quatre mesos, i reparat el maig de 1942. Va ser enfonsat de nou el 30 d'abril de 1943. L'Adana es va enfonsar diverses hores després del combat, mentre que el naufragi de l'Arta va ser destruït amb càrregues explosives per la tripulació del submarí HMS Upholder la nit del 26 d'abril de 1941.
Les víctimes de l'Eix són de 350, 700 o 1.800 homes. Les baixes britàniques van ser de 43, tots ells membres de la tripulació de Mohawk .